# Amplang

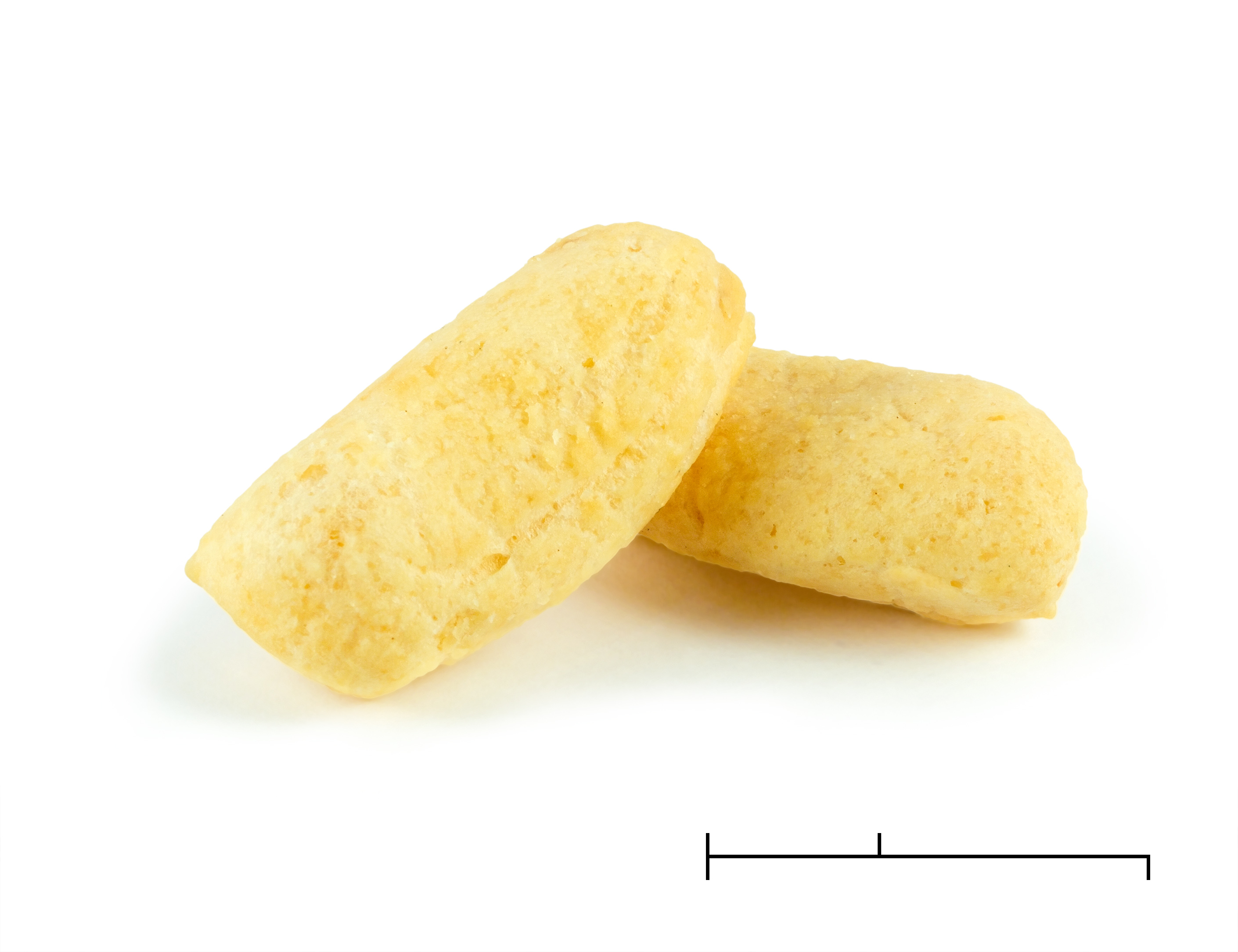
Amplang von Kotabaru

Amplang (indonesisch), auch kerupuk kuku macan, ist ein traditioneller pikanter Snack aus Fischkeksen, der in Indonesien und Malaysia hergestellt wird. Amplang bestehen gewöhnlich aus Wahoo (ikan tenggiri) oder werden aus Spanischen Makrelen hergestellt, mit Stärke und anderen Zutaten gemischt und dann frittiert.
In Form und Größe gibt es viele Amplang-Varianten, krallenförmige (daher kuku macan, „Nagel/Kralle zum Essen“) und würfelförmige, bis hin zur Größe eines Tischtennisballs. Die Farbe variiert von gelb bis hellbraun.

## Verbreitung

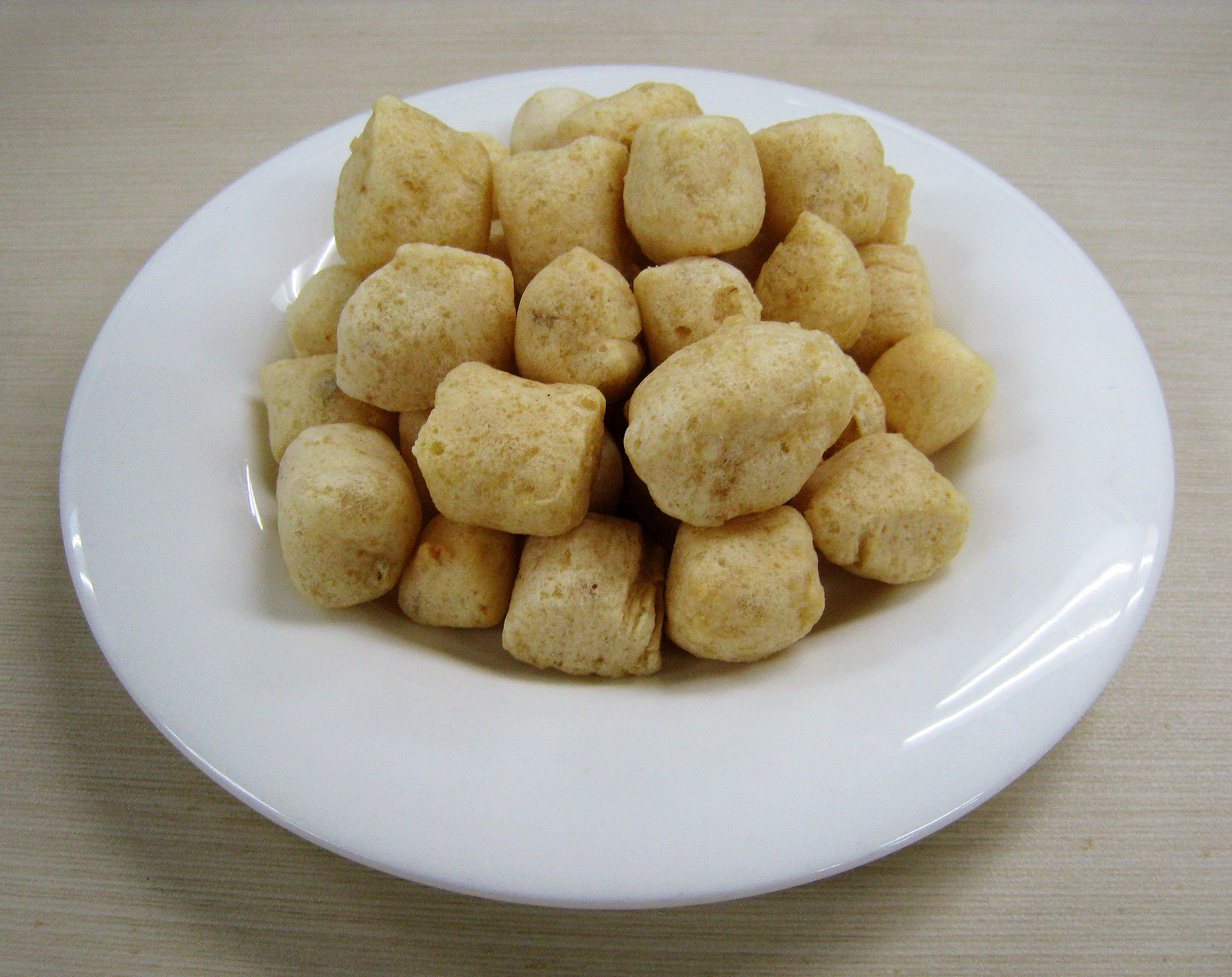
Amplang

In Indonesien werden Amplang traditionell mit Samarinda, der Hauptstadt von Ost-Kalimantan in Verbindung gebracht, da es dort seit den 1970ern eine umfangreiche Fabrikation gibt. Ursprünglich wurde Amplang aus Chitala (Familie der Altwelt-Messerfische, ikan pipih oder ikan belida) hergestellt. Da die Art jedoch selten geworden ist, wurde sie größtenteils durch Wahoo (ikan tenggiri) oder Schlangenkopffische (gabus) ersetzt. Von Samarinda verbreitete sich das Gebäck über andere Städte von Borneo (Balikpapan, Banjarmasin, Pontianak) und auch ins benachbarte Sabah in Malaysia.
Amplang wird oft als Mitbringsel (oleh-oleh) aus Ost-Kalimantan gekauft. Heute kann man die Kräcker auch in Jakarta, Bandung, Surabaya und Medan erwerben. Weitere Produktionsstätten gibt es inzwischen in Balikpapan, Pontianak in West-Kalimantan und in Banjarmasin in Süd-Kalimantan.
Mittlerweile gibt es auch andere Geschmacksrichtungen wie Garnelen und Seetang.